# تیلور (میشیگان)
تیلور، میشیگان (به انگلیسی: Taylor, Michigan) یک شهر در ایالات متحده آمریکا با جمعیت ۶۳٬۱۳۱ نفر است که در میشیگان واقع شده‌است.

## نگارخانه

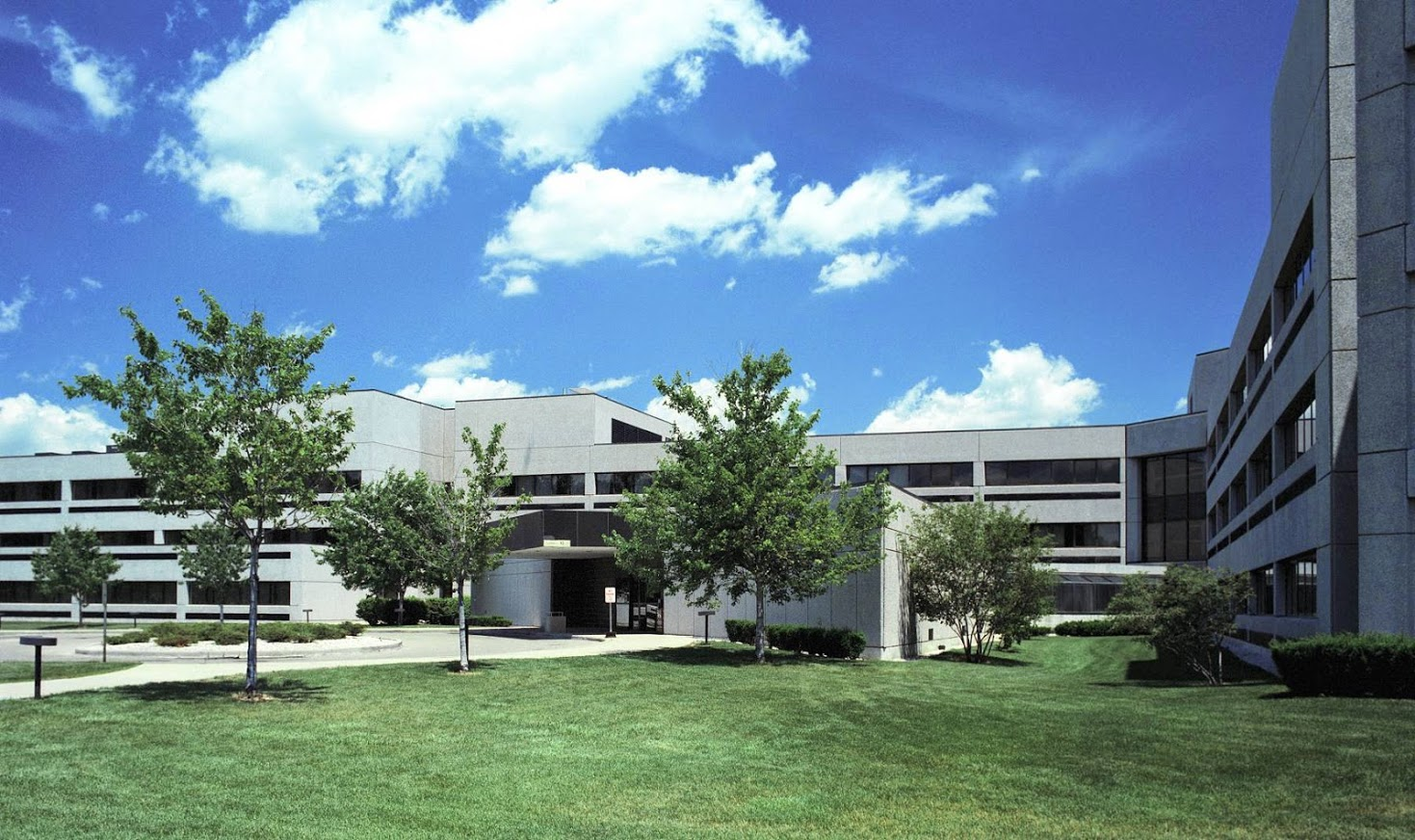